# Andrea Moda F1
 Andrea Moda Fórmula va ser un equip italià que va arribar a disputar curses a la Fórmula 1.
Va ser creat pel fabricant de sabates italià Andrea Sassetti que va comprar l'equip Coloni.
Va debutar a la F1 a la temporada 1992 a la prova inicial, el GP de Sud-àfrica, disputant un total de tretze curses en una sola temporada (1992) no aconseguint finalitzar cap cursa i no assolint cap punt pel mundial de constructors.

## Resultats a la F1
| Any  | Motor   | Pilots           | 1   | 2   | 3   | 4   | 5   | 6   | 7   | 8   | 9   | 10  | 11  | 12  | 13  | 14  | 15  | 16  | Punts | P. final |
| ---- | ------- | ---------------- | --- | --- | --- | --- | --- | --- | --- | --- | --- | --- | --- | --- | --- | --- | --- | --- | ----- | -------- |
| 1992 | Judd GV |                  | SUD | MEX | BRA | ESP | SMR | MON | CAN | FRA | GBR | ALE | HUN | BEL | ITA | POR | JAP | AUS | 0     | -        |
| 1992 | Judd GV | Alex Caffi       | EX  | NVP |     |     |     |     |     |     |     |     |     |     |     |     |     |     | 0     | -        |
| 1992 | Judd GV | Enrico Bertaggia | EX  | NVP |     |     |     |     |     |     |     |     |     |     |     |     |     |     | 0     | -        |
| 1992 | Judd GV | Roberto Moreno   |     |     | NVQ | NVQ | NVQ | Ret | NVQ | NVP | NVQ | NVQ | NVQ | NVQ | NVP |     |     |     | 0     | -        |
| 1992 | Judd GV | Perry McCarthy   |     |     | NVP | NVQ | NVQ | NVQ | NVP | NVP | NVQ | EX  | NVQ | NVQ | NVP |     |     |     | 0     | -        |

## Resum
| Curses: | Victòries: | Pòdiums: | Poles: | Voltes ràpides: | Punts: |
| ------- | ---------- | -------- | ------ | --------------- | ------ |
| 13      | 0          | 0        | 0      | 0               | 0      |